# Mihai Bulat
Mihai L. Bulat (n.  ?) a fost un pilot român de aviație, as al Aviației Române din cel de-al Doilea Război Mondial.
A fost înaintat la gradul de locotenent aviator la 20 martie 1943 și la gradul de căpitan aviator pe 23 ianuarie 1946, cu vechimea de la 16 iunie 1945.